# Campionato europeo femminile di pallacanestro Under-18 Division B 2013
Il Campionato europeo femminile di pallacanestro Under-18 2013 (noto anche come FIBA EuroBasket Women Under-18 2013) si è svolto in Ungheria, a Miskolc.

## Classifica finale
| Pos     | Team                 |  |
| ------- | -------------------- |  |
| Oro     | Polonia              |  |
| Argento | Belgio               |  |
| Bronzo  | Lituania             |  |
| 4.      | Lettonia             |  |
| 5.      | Bosnia ed Erzegovina |  |
| 6.      | Ucraina              |  |
| 7.      | Bulgaria             |  |
| 8.      | Ungheria             |  |
| 9.      | Germania             |  |
| 10.     | Estonia              |  |
| 11.     | Finlandia            |  |
| 12.     | Austria              |  |
| 13.     | Romania              |  |
| 14.     | Israele              |  |
| 15.     | Danimarca            |  |
| 16.     | Svizzera             |  |
| 17.     | Scozia               |  |
| 18.     | Norvegia             |  |